# Dimitris Thanopoulos
Dimitris Thanopoulos (n. 2 august 1959, Stemnitsa, Gortynia⁠(d), Peloponez, Grecia de Vest și Insulele Ionice⁠(d), Grecia) este un luptător ce a reprezentat Grecia, medaliat olimpic. A participat la o ediție a Jocurilor Olimpice (1984) în care a câștigat o medalie de argint.

## Participări
Lista de mai jos prezintă principalele competiții la care a participat Dimitris Thanopoulos de-a lungul carierei.
- wrestling at the 1984 Summer Olympics – men's Greco-Roman 82 kg[*]